# Manuel Scalise
Manuel Scalise (Rho, 28 agosto 1981) è un allenatore di calcio ed ex calciatore italiano, di ruolo difensore o centrocampista, tecnico della Sanremese.

## Caratteristiche tecniche
Può giocare sia come esterno di centrocampo sia come terzino.

## Carriera

### Giocatore
Ha giocato nelle serie minori con Saronno, Brescello, Montevarchi, Sangiovannese, Grosseto, Pavia, Lucchese, Alessandria, Olbia.
Nel 2010 passa alla Nocerina, che a fine stagione 2010-2011 viene promossa in serie B. L'anno successivo gioca 18 partite in serie B con i campani.
A gennaio del 2012 si trasferisce all'Ascoli, dove colleziona altre 18 presenze sempre in seconda serie, segnando anche una rete. Resta all'Ascoli anche nei due anni seguenti, prima in serie B e dopo la retrocessione in lega Pro Prima Divisione.
Il 23 gennaio del 2014 firma un contratto con la Salernitana,mentre il 28 agosto 2014 viene ceduto a titolo definitivo al Mantova.. Nell'ottobre del 2016 viene acquistato dal Cosenza, dove il 16 febbraio 2017 gioca la sua ultima partita, ritirandosi da calciatore e divenendo tecnico delle giovanili rossoblu.

### Allenatore
Nel dicembre 2019 viene ingaggiato dal Borgo San Donnino, squadra fidentina del campionato di Eccellenza che conduce al 13º posto e alla salvezza. Nella stagione successiva resta in Eccellenza ma si sposta al Club Milano; la stagione è fortemente condizionata dalla ripresa della pandemia di COVID-19, e la squadra milanese conclude al terzo posto nel girone B formato dopo la ripresa primaverile dei campionati.
Nell'estate 2021 sale di categoria, ingaggiato dalla Caronnese in Serie D. Chiude il campionato al 7º posto, a ridosso della zona play-off.
Il 1º giugno 2022 il Piacenza, militante in Serie C, annuncia di aver sottoscritto con il tecnico un contratto biennale, con scadenza 30 giugno 2024. La stagione parte male con appena due punti in sei giornate di campionato e conseguente ultimo posto in classifica. Il 3 ottobre, il giorno dopo la sconfitta con il San Giuliano City, viene esonerato.
Il 31 maggio 2023 la Castellanzese, squadra di Serie D, lo annuncia come nuovo allenatore a partire dal 1º luglio seguente. Il 23 gennaio 2024, dopo la sconfitta sul campo del Villa Valle e con la squadra che staziona in piena zona playout, viene sollevato dall'incarico. Il 2 luglio 2024 viene comunicato il suo ritorno sulla panchina del Club Milano, sempre in Serie D, da dove viene esonerato esattamente 5 mesi più tardi.

## Statistiche

### Presenze e reti nei club
| Stagione            | Squadra            | Campionato         | Campionato | Campionato | Coppe nazionali | Coppe nazionali | Coppe nazionali | Coppe continentali | Coppe continentali | Coppe continentali | Altre coppe | Altre coppe | Altre coppe | Totale | Totale |
| Stagione            | Squadra            | Comp               | Pres       | Reti       | Comp            | Pres            | Reti            | Comp               | Pres               | Reti               | Comp        | Pres        | Reti        | Pres   | Reti   |
| ------------------- | ------------------ | ------------------ | ---------- | ---------- | --------------- | --------------- | --------------- | ------------------ | ------------------ | ------------------ | ----------- | ----------- | ----------- | ------ | ------ |
| 2006-gen. 2007      | Grosseto           | C1                 | 5          | 0          | CI+CI-C         | 0+1             | 0               | -                  | -                  | -                  | -           | -           | -           | 6      | 0      |
| gen.-giu. 2007      | Pavia              | C1                 | 11         | 1          | CI+CI-C         | -               | -               | -                  | -                  | -                  | -           | -           | -           | 11     | 1      |
| 2007-2008           | Lucchese           | C1                 | 20         | 0          | CI-C            | 1               | 0               | -                  | -                  | -                  | -           | -           | -           | 21     | 0      |
| 2008-gen. 2009      | Alessandria        | 2D                 | 5          | 0          | CI-LP           | 4               | 0               | -                  | -                  | -                  | -           | -           | -           | 9      | 0      |
| gen.-giu. 2009      | Olbia              | 2D                 | 14+1       | 1          | CI-LP           | -               | -               | -                  | -                  | -                  | -           | -           | -           | 15     | 1      |
| 2009-2010           | Olbia              | 2D                 | 28         | 0          | CI-LP           | 1               | 0               | -                  | -                  | -                  | -           | -           | -           | 29     | 0      |
| Totale Olbia        | Totale Olbia       | Totale Olbia       | 42+1       | 1          |                 | 1               | 0               |                    | -                  | -                  |             | -           | -           | 44     | 1      |
| 2010-2011           | Nocerina           | 1D                 | 32         | 0          | CI-LP           | 4               | 0               | -                  | -                  | -                  | SL-PD       | 2           | 0           | 38     | 0      |
| 2011-gen. 2012      | Nocerina           | B                  | 18         | 0          | CI              | 2               | 0               | -                  | -                  | -                  | -           | -           | -           | 20     | 0      |
| Totale Nocerina     | Totale Nocerina    | Totale Nocerina    | 50         | 0          |                 | 6               | 0               |                    | -                  | -                  |             | 2           | 0           | 58     | 0      |
| gen.-giu. 2012      | Ascoli             | B                  | 18         | 1          | CI              | -               | -               | -                  | -                  | -                  | -           | -           | -           | 18     | 1      |
| 2012-2013           | Ascoli             | B                  | 39         | 1          | CI              | 2               | 1               | -                  | -                  | -                  | -           | -           | -           | 41     | 2      |
| 2013-gen. 2014      | Ascoli             | 1D                 | 13         | 1          | CI+CI-LP        | 1+1             | 0               | -                  | -                  | -                  | -           | -           | -           | 15     | 1      |
| Totale Ascoli       | Totale Ascoli      | Totale Ascoli      | 70         | 3          |                 | 4               | 1               |                    | -                  | -                  |             | -           | -           | 74     | 4      |
| gen.-giu. 2014      | Salernitana        | 1D                 | 10+1       | 0          | CI+CI-LP        | 0+2             | 0               | -                  | -                  | -                  | -           | -           | -           | 13     | 0      |
| ago. 2014           | Salernitana        | LP                 | -          | -          | CI+CI-LP        | 1+0             | 0               | -                  | -                  | -                  | -           | -           | -           | 1      | 0      |
| Totale Salernitana  | Totale Salernitana | Totale Salernitana | 10+1       | 0          |                 | 3               | 0               |                    | -                  | -                  |             | -           | -           | 14     | 0      |
| ago. 2014-2015      | Mantova            | LP                 | 12         | 0          | CI-LP           | 0               | 0               | -                  | -                  | -                  | -           | -           | -           | 12     | 0      |
| 2015-2016           | Mantova            | LP                 | 22+2       | 0          | CI-LP           | 1               | 0               | -                  | -                  | -                  | -           | -           | -           | 25     | 0      |
| Totale Mantova      | Totale Mantova     | Totale Mantova     | 34+2       | 0          |                 | 1               | 0               |                    | -                  | -                  |             | -           | -           | 37     | 0      |
| ott. 2016-feb. 2017 | Cosenza            | LP                 | 5          | 0          | CI-LP           | 0               | 0               | -                  | -                  | -                  | -           | -           | -           | 5      | 0      |
| Totale carriera     | Totale carriera    | Totale carriera    | 252+4      | 5          |                 | 21              | 1               |                    | -                  | -                  |             | 2           | 0           | 279    | 6      |

### Statistiche da allenatore
Statistiche aggiornate al 4 maggio 2025.
| Stagione           | Squadra            | Campionato         | Campionato | Campionato | Campionato | Campionato | Coppe nazionali | Coppe nazionali | Coppe nazionali | Coppe nazionali | Coppe nazionali | Coppe continentali | Coppe continentali | Coppe continentali | Coppe continentali | Coppe continentali | Altre coppe | Altre coppe | Altre coppe | Altre coppe | Altre coppe | Totale | Totale | Totale | Totale | % Vittorie | Piazzamento |
| Stagione           | Squadra            | Comp               | G          | V          | N          | P          | Comp            | G               | V               | N               | P               | Comp               | G                  | V                  | N                  | P                  | Comp        | G           | V           | N           | P           | G      | V      | N      | P      | %          | Piazzamento |
| ------------------ | ------------------ | ------------------ | ---------- | ---------- | ---------- | ---------- | --------------- | --------------- | --------------- | --------------- | --------------- | ------------------ | ------------------ | ------------------ | ------------------ | ------------------ | ----------- | ----------- | ----------- | ----------- | ----------- | ------ | ------ | ------ | ------ | ---------- | ----------- |
| dic. 2019-2020     | Borgo San Donnino  | Ecc.               | 8          | 2          | 4          | 2          | CI-Ecc.         | -               | -               | -               | -               | -                  | -                  | -                  | -                  | -                  | -           | -           | -           | -           | -           | 8      | 2      | 4      | 2      | 25,00      | Sub., 13°   |
| 2020-2021          | Club Milano        | Ecc.               | 10         | 6          | 1          | 3          | CI-Ecc.         | 2               | 2               | 0               | 0               | -                  | -                  | -                  | -                  | -                  | -           | -           | -           | -           | -           | 12     | 8      | 1      | 3      | 66,67      | 3°          |
| 2021-2022          | Caronnese          | D                  | 38         | 13         | 14         | 11         | CI-D            | 5               | 4               | 1               | 0               | -                  | -                  | -                  | -                  | -                  | -           | -           | -           | -           | -           | 43     | 17     | 15     | 11     | 39,53      | 7°          |
| ago.-ott. 2022     | Piacenza           | C                  | 6          | 0          | 2          | 4          | CI-C            | -               | -               | -               | -               | -                  | -                  | -                  | -                  | -                  | -           | -           | -           | -           | -           | 6      | 0      | 2      | 4      | &0,00      | Eson.       |
| 2023-gen. 2024     | Castellanzese      | D                  | 23         | 6          | 7          | 10         | CI-D            | 2               | 0               | 1               | 1               | -                  | -                  | -                  | -                  | -                  | -           | -           | -           | -           | -           | 25     | 6      | 8      | 11     | 24,00      | Eson.       |
| lug.-dic. 2024     | Club Milano        | D                  | 16         | 3          | 4          | 9          | CI-D            | 4               | 3               | 0               | 1               | -                  | -                  | -                  | -                  | -                  | -           | -           | -           | -           | -           | 20     | 6      | 4      | 10     | 30,00      | Eson.       |
| Totale Club Milano | Totale Club Milano | Totale Club Milano | 26         | 9          | 5          | 12         |                 | 6               | 5               | 0               | 1               |                    | -                  | -                  | -                  | -                  |             | -           | -           | -           | -           | 32     | 14     | 5      | 13     | 43,75      |             |
| dic. 2024-2025     | Sanremese          | D                  | 19         | 5          | 7          | 7          | CI-D            | -               | -               | -               | -               | -                  | -                  | -                  | -                  | -                  | -           | -           | -           | -           | -           | 19     | 5      | 7      | 7      | 26,32      | Sub., 10°   |
| Totale carriera    | Totale carriera    | Totale carriera    | 120        | 35         | 39         | 46         |                 | 13              | 9               | 2               | 2               |                    | -                  | -                  | -                  | -                  |             | -           | -           | -           | -           | 133    | 44     | 41     | 48     | 33,08      |             |

## Palmarès

### Giocatore
- Lega Pro Prima Divisione: 1

Nocerina: 2010-2011
- Supercoppa di Lega di Prima Divisione: 1

Nocerina: 2011
- Coppa Italia Lega Pro: 1

Salernitana: 2013-2014